# Lasiodiscoidea
Lasiodiscoidea es una superfamilia de foraminíferos cuyos taxones han sido tradicionalmente incluidos en la superfamilia Archaediscoidea, del suborden Fusulinina y del orden Foraminiferida, o bien del Orden Fusulinida. Su rango cronoestratigráfico abarca desde el Viseense (Carbonífero inferior) hasta el Pérmico.

## Discusión
Algunas clasificaciones más recientes incluyen Lasiodiscoidea en el suborden Archaediscina, del orden Archaediscida, de la subclase Afusulinana y de la clase Fusulinata.

## Clasificación
Lasiodiscoidea incluye a la siguiente familia:
- Familia Lasoidiscidae

Otra familia incluida en es la siguiente:
- Familia Pseudovidalinidae